# Мешхедський метрополітен

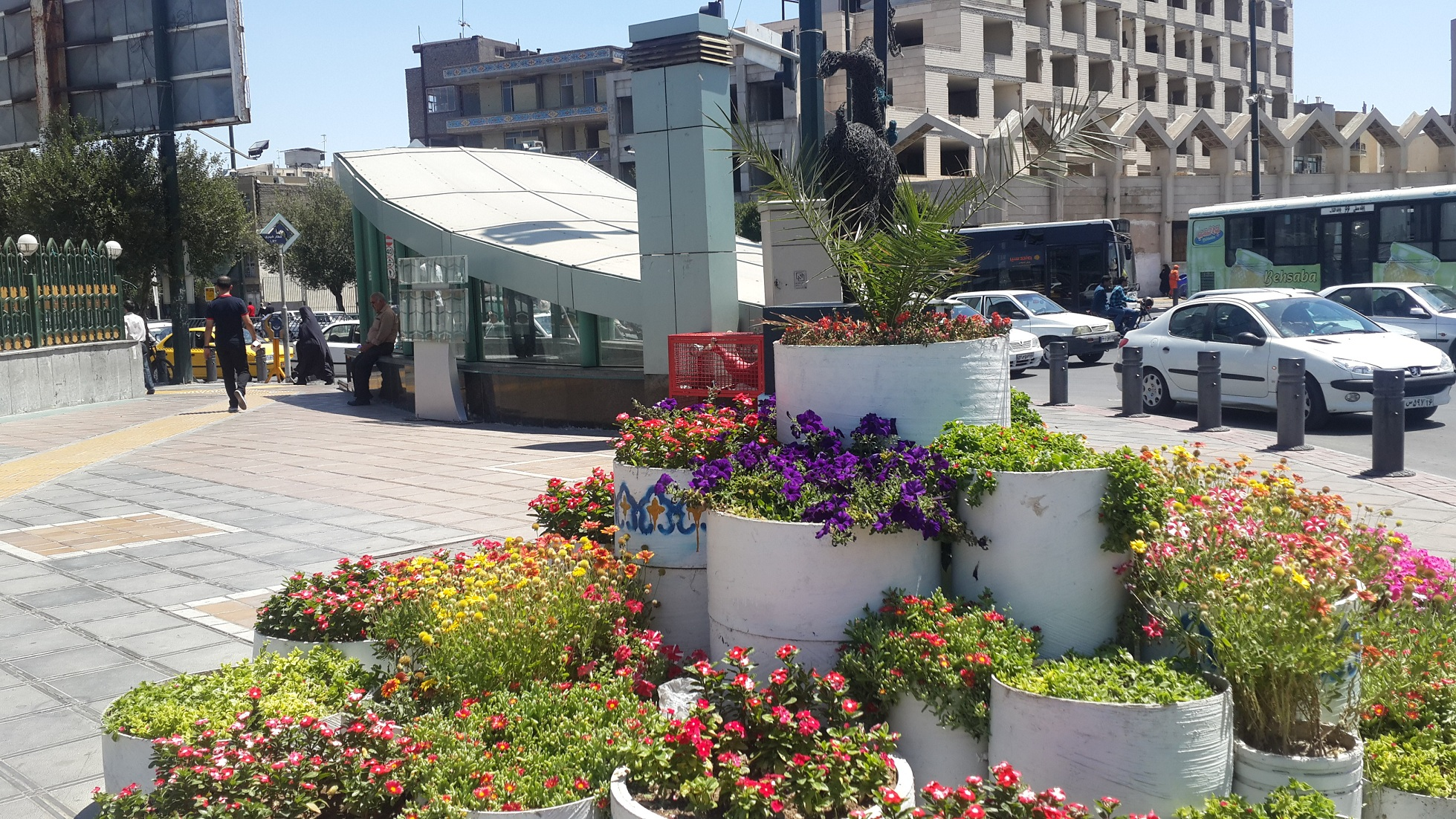

Мешхедський метрополітен (перс. متروی مشهد) — система ліній легкого метро та метрополітену в Мешхеді. Друга система метро в Ірані. Через особливості першої лінії також називається як легкорейковий транспорт і міська залізниця. На даний момент триває будівництво другої лінії.

## Історія
Будівництво почалося у 1999 році, відбувся випробувальний рух поїздів 4 січня 2011 року, презентація пасажирам 21 лютого 2011 р, обмежені тестові перевезення стали проводитися з 12 березня 2011 р штатна експлуатацію розпочата 24 квітня 2011 (тимчасово, до отримання всіх замовлених вагонів, лінію обслуговували 3 потяги з інтервалом руху 35 хв).

## Лінії
Перша лінія має довжину 24 км, 24 станції, з яких 13 — підземні. Час проїзду 30 хв. Лінія проходить від району Нахрісі на сході міста (станція Ghadir) до району Вакільабад на південному заході (станція Vakil-Abad). Приблизно половина лінії проходить в тунелях, інша частина — відособлена наземна. 6 лютого 2016 року був пущено в експлуатацію продовження Першої лінії від станції Ghadir на 2 станції в сторону аеропорту.
Наступна — Друга лінія довжиною 14 км з 12 станціями буде створена у вигляді звичайного метрополітену і пройде з півночі на південь між районами Косангі і Табарсі. Лінія будується за допомогою двох тунелепрохідних комплексів.
Планується ще одна лінія.
Вартість проїзду 5000 ріалів (на травень 2015 року), проїзд оплачується багаторазової картою. Вартість карти 50 000 ріалів, купити або поповнити карту, а також перевірити залишок грошей можна на будь-якій станції.
Станції берегового типу, перейти з однієї платформи на іншу можна по переходу під коліями. Турнікети стоять безпосередньо перед виходом на платформу, тому, щоб поїхати у зворотному напрямку, потрібно буде перейти по підземному переходу на протилежну платформу і знову сплатити 5000 ріалів за вхід на платформу. На наземній станції Kosar можна перейти на протилежну платформу без повторної оплати. Всі станції обладнані ліфтами для людей з обмеженими можливостями та інвалідів.

## Рухомий склад
Парк з 70 низькопідлогових полегшених вагонів замовлені у китайської компанії Changchun Railway Vehicles. Це перший випадок експорту таких вагонів за межі Китаю.
Кожен потяг складається з двох вагонів, кожен вагон складається з трьох гнучко зчленованих секцій (з'єднаних «гармошкою»): двох кінцевих довгих, і однієї середньої, короткої. У кінцевих (довгих) секціях є по 2 двері з кожного боку для входу і виходу пасажирів. Середні (короткі) секції дверей не мають. В одній з кінцевих секцій змонтована кабіна машиніста. На середній секції встановлено струмоприймач-бугель, подача струму здійснюється через провід контактної мережі, протягнутий над коліями. Кожен вагон спирається на три двовісні візки: одна під середньою секцією і дві під кінцевими. Візки обладнані магніторейковим гальмом.
Вагони у потязі зістиковано кабінами машиніста назовні. Передня і остання секції поїзда призначені тільки для жінок. Для відкриття дверей вагона на станції необхідно натиснути кнопку на двері зсередини вагона або зовні. Усередині вагонів встановлені монітори, на яких показується маршрут прямування і наступна станція. Назви станцій написані англійською мовою і на фарсі. Також на фарсі оголошується назва наступної станції.